# ژوزه کارلوس جونیور
ژوزه کارلوس جونیور (به پرتغالی: Jose Carlos Nogueira Junior) مهاجم اهل برزیل است که در شهر Guarapari و در تاریخ ۱۸ ژوئیهٔ ۱۹۸۵ به دنیا آمده‌است.
ژوزه کارلوس جونیور در تیم‌های فوتبال Rio Branco AC سابقهٔ حضور دارد.